# Архея-Олимбия
Архея-Олимбия (греч. Αρχαία Ολυμπία) — село в Греции, в Элиде, на северо-западе Пелопоннеса. Расположено у древнего святилища Олимпии, на противоположном, правом берегу реки Кладеос, правого притока реки Алфиос, на высоте 72 метра над уровнем моря, примерно в 23 км к востоку от Пиргоса. Административный центр одноимённой общины (дима) в периферии Западная Греция. В селе находится железнодорожная станция «Олимпия». Население 835 человек по переписи 2011 года.
В Архея-Олимбия находится Археологический музей Олимпии, Музей современных Олимпийских игр (Μουσείο Σύγχρονων Ολυμπιακών Αγώνων) и Музей истории античных Олимпийских игр.

## Сообщество Архея-Олимбия
Сообщество Архея-Олимбия создано в 1912 году (ΦΕΚ 256Α). В сообщество входит соседнее село Друва. Население 972 человек по переписи 2011 года. Площадь 4,02 квадратных километров.
| Населённый пункт | Население (2011), человек |
| ---------------- | ------------------------- |
| Архея-Олимбия    | 835                       |
| Друва            | 137                       |

## Население
| Год  | Население, человек |
| ---- | ------------------ |
| 1991 | 1535               |
| 2001 | 816                |
| 2011 | ↗ 835              |